# 카스가 하루나
카스가 하루나(春日春奈) 미디어 믹스 프로젝트(D4DJ)의 등장인물.유닛 'Lyrical Lily' 멤버.
CV:신도 아마네

## 인물
'D4DJ'에 등장하는 'Lyrical Lily' 멤버 중 한 명.
DJ 담당으로 학교에서는 풍기위원을 하고 있다.
고지식한 성격으로 늘 말썽에 휘말리는 사람이 좋다.
호도와 미이코로부터는 「좋은조」라고 불리는 일도 있어, 그때마다 풍기 위원이라고 정정하고 있다.
그러면서도 멤버 3명은 소중한 친구라고 생각한다.엄격한 교칙의 학원내에서, 시스터에게 「모임」(DJ 라이브)의 건을 추궁 당했을 때는, 전부 책임을 지려고 하고 있던 호도와 미이코에게 친구라고 반대로 감싸 주는 시스터에게 대단해 보일 정도.
호도가 말하기를 '솔직'하고 '반응이 귀여워서'라고 즐겨 장난의 대상이 되고 있다.
사실 오디오 마니아.
로마 오현제를 외우려고 하는 등 학습 의욕이 높은 것처럼 보이는데, 그 이유가 설마 퀴즈왕이 되기 위해서. 모 유튜버를 통해서라도 동경하고 있는 것일까.
그 밖에도, 콜라보 이벤트에서는 어떤 버추얼 유튜버의 동영상에 열중하거나, 부시로드 연결의 카드 게임을 해 넣는 등, 서브컬 취미에 빠져드는 일면도 볼 수 있다.
시력이 좋지 않아 평소에는 콘택트렌즈를 끼고 집에서는 안경을 쓴다.
성은 국도 254호 및 도쿄도도 453호 혼고 가메도선에서 성립하는 가스가 거리에서 유래한다.

## 다른 유닛과의 교우 관계
Happy Around!의 와츠키 레이와는 이전부터 교우가 있다.
인무곡의 미야케 아오이에는, DJ의 선배로서 동경을 품고 있는 모양.